# ميليسا ريفرز
ميليسا ريفرز (بالإنجليزية: Melissa Rivers) هي ممثلة أمريكية، ولدت في 20 يناير 1968 بنيويورك في الولايات المتحدة.

## أعمال

### أفلام
- (2015) جوي[6]

## وصلات خارجية
- ميليسا ريفرز على موقع IMDb (الإنجليزية)
- ميليسا ريفرز على موقع روتن توميتوز (الإنجليزية)
- ميليسا ريفرز على موقع إن إن دي بي (الإنجليزية)
- ميليسا ريفرز على موقع قاعدة بيانات الفيلم (الإنجليزية)